# Ploski zaslon
Ploski zaslon (iz angleškega izraza Flat-panel display, FPD) je tip elektronskega prikazovalnika, ki ima vse elektronske elemente za prikazovanje grafičnih informacij, kot so besedilo in slike, vgrajene na tanki ploskvi. Izraz se uporablja za razločevanje od starejše tehnologije katodnih cevi (CRT), pri kateri so prikazovalniki zaradi načina delovanja zgrajeni iz bolj ali manj ploskega zaslona, za katerim je v globino odmaknjen element, ki proizvaja elektronski snop, da pada pravokotno na zaslon. Starejša in preprostejša katodna tehnika je dolgo prevladovala v industriji elektronskih prikazovalnikov, kot so televizorji in računalniški monitorji, po izumu in razvoju različnih elektronskih svetilnih elementov, ki so z miniaturizacijo izenačili barvni obseg in ločljivost katodnih cevi, pa so ploski zasloni po začetku 21. stoletja skoraj povsem izrinili katodne. Ključna prednost je predvsem kompaktnost, zaradi katere so lahko prikazovalniki zelo tanki in lahki, sodobni ploski zasloni pa imajo tudi nižjo porabo energije, boljši barvni obseg in višjo ločljivost. Debelina ploskve, okvirno do nekaj centimetrov, za razliko od prikazovalnikov s katodnimi cevmi ni odvisna od velikosti zaslona.

## Tehnologija
Sodobni ploski zasloni temeljijo na različnih tehnologijah elementov, ki tvorijo posamezne piksle prikazane slike. V grobem jih delimo na emisijske in neemisijske: emisijski elementi sami proizvajajo svetlobo, neemisijski pa jo le prepuščajo ali odbijajo.
Osnovne tehnologije sodobnih ploskih zaslonov so:
- zasloni s tekočimi kristali (LCD): v osnovi neemisijski, kot so vgrajeni v kalkulatorjih, danes pa so zaradi razvitosti izvedenk z aktivno matrico, ki prepušča svetlobo svetilne plasti za elementi LCD, splošno razširjeni v vseh vrstah prikazovalnikov vključno s televizorji in monitorji. Obstajajo različne izvedenke, glede na tehnologijo osvetlitvene plasti (WLED, CCFL, RGB-LED, QLED idr.).
- zasloni s svetlečimi diodami (LED): zgrajeni iz barvnih svetlečih diod. Posamezna dioda ima več milimetrov premera, zato se uporabljajo predvsem v velikih zunanjih panojih.
- zasloni z organskimi svetlečimi diodami (OLED): podobni kot zasloni LED, le da svetleče diode vsebujejo tanko, amorfno plast elektroluminiscenčne organske snovi. Diode so dovolj majhne, da so uporabne tudi v prikazovalnikih za osebno rabo (televizorji, pametni telefoni), hkrati je možno z njimi izdelovati upogljive zaslone.
- različne tehnologije odbojnih zaslonov: na trgu v glavnem različne izvedenke »elektronskega papirja«, kot so elektroforetični in holesterični tekočekristalni prikazovalniki. Vsebujejo bistabilno raztopino materiala, ki spremeni stanje med prosojnim in neprosojnim, ko dovedemo tok. Električna energija je potrebna samo za spremembo stanja. Nekatere druge tipe odbojnih zaslonov je treba stalno osveževati tako kot LCD.[5]

Tehnologija zaslonov na poljsko emisijo, ki jo je razvijala predvsem korporacija Sony, se ni uveljavila. Še eno alternativo, plazemske zaslone, nekaj časa močneje prisotno tudi na trgu televizorjev, je sredi 2010. let izrinila tehnologija OLED.